# 항부정맥제

심장 활동전위에 영향을 미치는 약물들. 전압이 급격히 올라가는 시기("0")는 나트륨 이온의 유입 때문이다. 반면 전압이 떨어지는 두 시기("1", "3")는 나트륨 통로가 비활성화되고 칼륨 이온이 밖으로 나가면서 재분극이 일어나는 시기이다. 특징적인 고원기("2")는 전압 의존성 칼슘 통로가 열려 발생한다.

항부정맥제(antiarrhythmic agents, cardiac dysrhythmia medications)는 심장의 비정상적인 리듬인 부정맥을 억제하기 위해 사용하는 약물들의 그룹이다. 부정맥의 예로는 심방세동, 심방조동, 심실빈맥, 심실세동이 있다.
항부정맥제를 분류하기 위한 많은 시도가 있어왔다. 문제는 많은 항부정맥제가 여러 작용을 가져 분류 방식을 부정확하게 만든다는 것이다.

## 본 윌리엄스 분류
본 윌리엄스 분류는 1970년 마일스 본 윌리엄스(Miles Vaughan Williams)가 처음 도입했다.
본 윌리엄스는 옥스포드 하트퍼드 칼리지의 약리학 강사였다. 그의 학생 중 한 명이었던 브라마 N. 싱(Bramah N. Singh)이 분류 체계 발전에 기여했다. 따라서 이 분류 체계는 간혹 싱-본 윌리엄스 분류로도 불린다
항부정맥제의 본 윌리엄스 분류에서 다섯 개의 주된 클래스는 다음과 같다.
- 클래스 I 약제는 나트륨 통로에 작용한다.
- 클래스 II 약제는 교감신경계를 길항하는 약제이다. 이 클래스에 속하는 대부분의 약제는 베타 차단제이다.
- 클래스 III 약제는 칼륨 이온(K+)의 유출에 관여한다.
- 클래스 IV 약제는 칼슘 통로와 방실결절에 영향을 미친다.
- 클래스 V 약제는 기타 다른 기전에 의해 작용하거나 기전이 알려져 있지 않은 약제이다.

심방세동을 관리할 때 클래스 I과 III의 약제는 심장 리듬의 조절에 사용되며, 클래스 II와 IV의 약제는 속도를 조절하는 약제로 사용된다.
| 클래스 | 종류                  | 예시                                                                                            | 작용 기전 | 의학적 사용 목적 |
| ------ | --------------------- | ----------------------------------------------------------------------------------------------- | --- | --- |
| Ia     | 빠른 이온 통로 차단제 | - 퀴니딘 - 아즈말린 - 프로카인아마이드 - 디소피라미드 - 스파르테인                              | 나트륨 통로(결합/해리 속도 중간)와 칼륨 통로 차단 효과 클래스 1a 약제는 활동전위를 연장하고 탈분극 0기에 중등도의 효과를 가진다.       | - 심실 부정맥 치료 - 미주신경 과활성으로 인한 발작성 재발성 심방세동 예방 - 울프-파킨슨-화이트 증후군 치료(프로카인아마이드) - QT 간격 증가                                    |
| Ib     |                       | - 리도카인 - 페니토인 - 멕실레틴 - 토카이니드                                                   | 나트륨 통로 차단(결합/해리 속도 빠름) 클래스 1b 약제는 심근 세포의 활동전위를 짧게 하고 약한 탈분극 0기 시작 효과를 가진다.            | - 심근 경색 도중이나 직후의 심실 부정맥을 치료하고 예방하지만, 심장의 무수축 위험성이 올라가 현재는 추천되지 않음.                                                             |
| Ic     |                       | - 엔카이니드 - 플레카이니드 - 프로파페논 - 모리시진                                             | 나트륨 통로 차단(결합/해리 속도 느림) 클래스 1c는 활동전위 시간에 영향을 미치지 않으며, 탈분극 0기 시작 효과가 가장 강하다.            | - 발작성 심방세동 예방 - 울프-파킨슨-화이트 증후군과 같은 전도 경로 이상으로 인한 재발성 빈맥 치료 - 심근 경색 직후에는 사용이 금기시됨                                        |
| II     | 베타 차단제           | - 카르베딜롤 - 프로프라놀롤 - 에스몰롤 - 티몰롤 - 메토프롤롤 - 아테놀롤 - 비소프롤롤 - 네비볼롤 | 베타 차단제 프로프라놀롤은 약간의 나트륨 통로 차단 효과도 가진다.                                                                      | - 심근 경색 환자의 사망률을 감소시킴 - 빈맥 재발을 예방함 |
| III    | 칼륨 통로 차단제      | - 아미오다론 - 소탈롤 - 이부틸리드 - 도페틸리드 - 드로네다론 - E-4031 - 베르나칼란트            | 칼륨 통로 차단제 소탈롤은 베타 차단제이기도 하다. 아미오다론은 대부분 클래스 III로서의 활성을 가지지만 클래스 I, II, IV 활성도 가진다. | - 울프-파킨슨-화이트 증후군 치료 - 심실빈맥과 심방세동 치료(소탈롤) - 심방조동과 심방세동 치료(이부틸리드) - 발작성 심방세동과 혈류역학적으로 안정된 심실빈맥 예방(아미오다론) |
| IV     | 칼슘 통로 차단제      | - 베라파밀 - 딜티아젬                                                                           | 칼슘 통로 차단제 | - 발작성 심실상빈맥 재발 예방 - 심방세동 환자의 심실 박동수 감소 |
| V      |                       | - 아데노신 - 디곡신 - 황산 마그네슘                                                             | 기타 다른 기전이나 알려지지 않은 기전에 의해 작동(결절을 직접 억제)                                                                    | - 특히 심방세동을 동반한 심부전 환자에서 심실상 부정맥 치료 - 심실 부정맥 환자에서는 금기 - 염전성 심실빈맥torsades de pointe 치료 (황산 마그네슘)                             |

### 클래스 I 약제
클래스 I 항부정맥제는 나트륨 통로에 간섭하는 나트륨 통로 차단제이다, 클래스 I에 속하는 약제는 심장 활동전위에 미치는 효과를 기준으로 분류한다.
클래스 I 약제는 막 안정화 약제(membrane-stabilizing agents)라고 불리며, '안정화'란 약제에 의해 세포막의 흥분성이 감소하는 것을 의미한다. 프로프라놀롤과 같은 소수의 클래스 II 약제도 이런 막 안정화 효과를 보인다.
클래스 I 약제는 활동전위의 길이에 미치는 영향에 따라 세 개의 그룹(Ia, Ib, and Ic)으로 나뉜다.
- 클래스 Ia는 활동전위를 길게 한다.(곡선이 오른쪽으로 이동)
- 클래스 Ib는 활동전위를 짧게 한다.(곡선이 왼쪽으로 이동)
- 클래스 Ic는 활동전위에 큰 영향이 없다.(곡선이 그대로 유지)

클래스 Ia
클래스 Ib
클래스 Ic

### 클래스 II 약제
클래스 II 약제는 베타 차단제이다. 이 약물 클래스는 베타-1 아드레날린 수용체에 작용하는 카테콜아민의 효과를 차단해 심장의 교감신경계 활성을 감소시킨다. 교감신경계 활성이 감소하면 세포 내 cAMP의 농도가 줄어들며 결과적으로 칼슘 이온 유입도 감소하게 된다. 이 약제는 특히 심실상빈맥의 치료에 효과적이다. 또한 방실결절을 통한 전도를 줄인다.
클래스 II 약제에는 아테놀롤, 에스몰롤, 프로프라놀롤, 메토프롤롤 등이 있다.

### 클래스 III 약제

클래스 III 항부정맥제

클래스 III 약제는 주로 칼륨 통로 차단제 역할을 하여 재분극 시간을 연장시킨다. 이 약제들은 나트륨 통로에 영향을 미치지 않기 때문에 전도 속도는 느려지지 않는다. 활동전위 시간과 불응기가 길어지는데 전도 속도는 유지되므로 재진입 부정맥을 예방하는 데 효과적이다. 재진입 리듬은 불응기의 조직과 상호작용할 가능성이 비교적 적다. 클래스 III 약제는 reverse-use dependence(심박수가 낮으면 약물의 효력이 증가하고, 굴리듬을 유지하는 능력도 향상되는 현상)을 보이며 칼륨 통로를 차단한다. 따라서 재분극이 오래 걸리게 하며 심방과 심실의 심근 세포 재분극이 늦어지게 한다. 클래스 III 약제는 심전도의 QT 간격을 늘릴 수 있으며 다형성 심실빈맥 발생과 관련하여 부정맥을 유발할 수 있다.
클래스 III 약제에는 브레틸륨, 아미오다론, 이부틸리드, 소탈롤, 도페틸리드, 베르나칼란트, 드로네다론이 있다.

### 클래스 IV 약제
클래스 IV 약제는 느린 비-다이하이드로피리딘 칼슘 통로 차단제이다. 이 약제는 방실결절을 통한 전도를 감소시키며 심장 활동전위의 고원기(2기)를 짧게 만든다. 따라서 심장의 수축력이 감소하게 되어 심부전 환자에게는 투여하기 부적절할 수 있다. 그러나 베타 차단제와는 다르게 클래스 IV 약제는 심박수와 심장 수축력에 대한 인체의 교감신경 조절은 유지된다.
클래스 IV 약제에는 베라파밀과 딜티아젬이 있다.

### 클래스 V와 기타 약제
원래 본 윌리엄스 분류 체계가 발전하면서 클래스 I에서 IV에 들어가지 않는 약제들을 클래스 V 약제로 분류하게 되었다. 이런 기타 약제에는 다음과 같은 약물들이 있다.
- 디곡신은 방실결절을 통한 전기 전도를 감소시키고 중추신경계에 작용해 미주신경 활성을 증가시킨다. 간접적으로는 아세틸콜린 생산을 늘려 방실결절의 M2 수용체를 자극하고, 결과적으로 전반적인 전도 속도를 느리게 한다.
- 아데노신은 심실상빈맥을 멈추기 위해 정맥 주사로 투여한다.[12]
- 항부정맥제인 황산 마그네슘은 특정 유형의 부정맥에만 항부정맥 활성을 보인다.[13] 염전성 심실빈맥에 사용되어 왔다.[14][15]
- 가루 상태에서 시트르산 마그네슘 (3:2)(무수 상태)은 보통의 산화 마그네슘(MgO)보다 높은 생체이용률을 보인다.[16]

### 역사
처음의 분류 체계는 4개의 클래스로 이루어져 있었는데 지금과는 그 분류 기준이 달랐다. 1970년에 제안되었던 분류 체계는 다음과 같다.
1. 세포막에 직접 작용하는 약물 - 이 프로토타입에서 대표 예시는 퀴니딘과 리그노카인이었다. 다른 저자들과 다르게 본 윌리엄스는 이 약물들의 주 작용을 활동전위 상승기를 느리게 하는 것이라고 설명했다.
2. 교감신경계 효과를 차단하는 약물 - 예시에는 브레틸륨과 베타 차단제가 있다. 현대의 분류와 비슷하다.
3. 활동전위 작용 시간을 을리는 약물 - 대표적인 예시는 아미오다론이며 수술적인 예시에는 갑상샘절제술이 있다. 본 윌리엄스 이전의 Charlier et al.의 리뷰에서는 특징으로서 정의되지 않았지만[17] 본 윌리엄스의 실험 데이터(1970)가 이 그룹을 정의하는 이론적 근거가 되었다.[2] 이 발견을 그린 그림이 같은 해 싱과 본 윌리엄스에 의해 출판되었다.[18]
4. 다이페닐하이단토인(DPH)과 비슷하게 작용하는 약물 - 작용 기전은 알려지지 않았지만 일각에서는 이 약물들이 심장에 작용하는 게 뇌의 간접 작용 때문이라고 보았다.[19] DPH는 항간질제인 페니토인으로 더 잘 알려져 있다.

## 시실리안 갬빗 분류
'시실리안 갬빗'(Sicilian gambit)으로 알려진 또 다른 접근법은 기저 메커니즘에 더 중점을 두어 접근했다.
이 분류법에서는 약을 두 축을 이용해 표로 분류한다. 표의 y축에는 싱-본 윌리엄스 분류로 각 약물이 정렬되어 있다. x축에는 통로, 수용체, 펌프 단백질과 약물의 임상적 효과가 쓰여져 있다.

## Lei, Huang, Wi, Terrar의 현대적인 옥스포드 분류

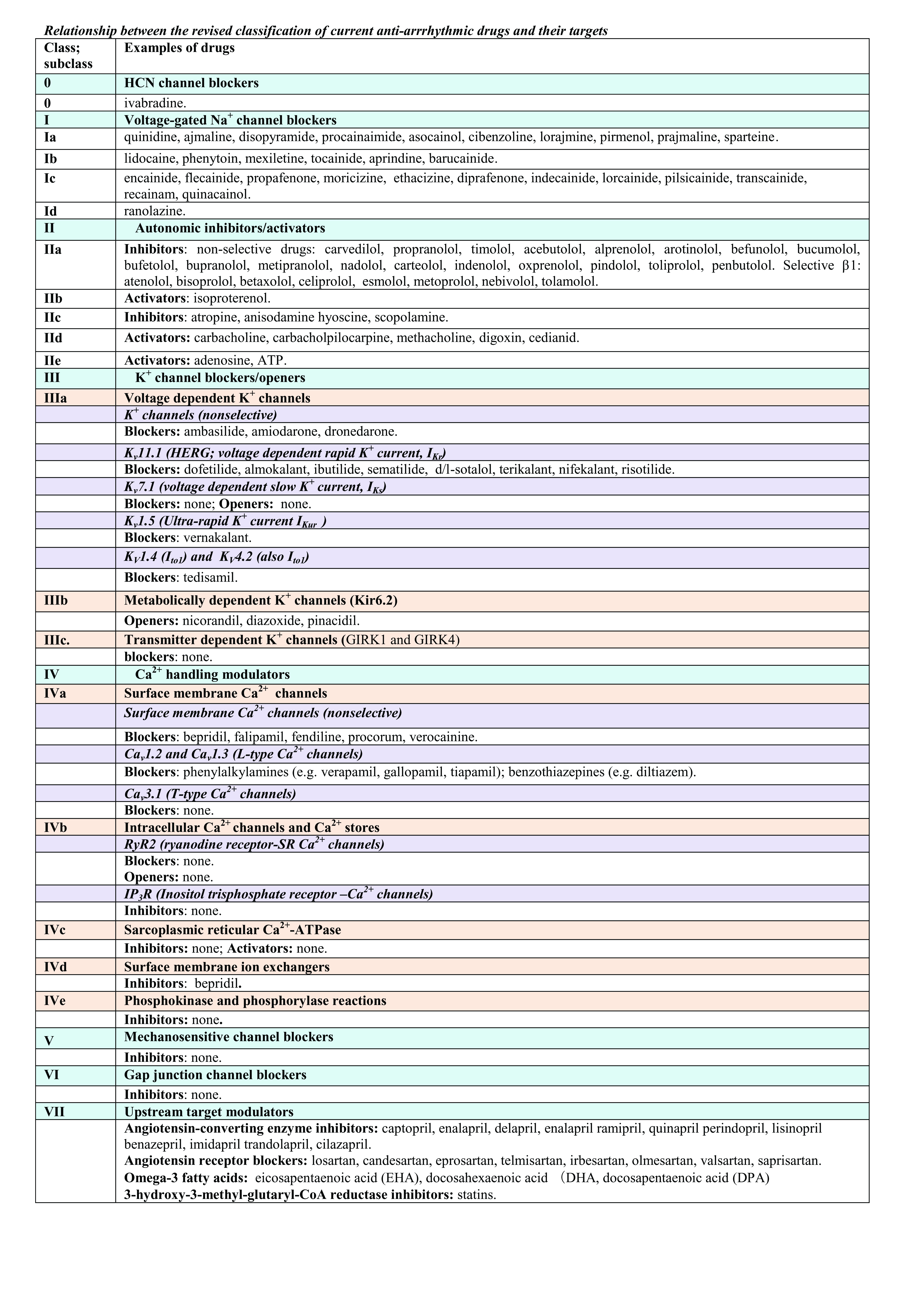
Lei et al. 2018에 따른 항부정맥제의 현대적인 분류

2018년의 발표에서는 완전히 현대화된 약물 분류법을 제시했다. 이 분류법은 원래 본 윌리엄스 분류의 단순함도 지키면서 이후 발견된 근초, 근소포체, 세포질의 생체 분자들에 대한 발견도 반영했다. 분류법은 현재 승인된 항부정맥제와 잠재적인 항부정맥제를 망라하는 광범위하며 실용적인 분류이다. 분류의 시작은 약리학적인 표적을 고려하고 특수한 세포 전기생리학적인 효과를 추적하는 것이다. 현대 분류에서는 원래 본 윌리엄스 클래스 I ~ IV를 유지하면서도 확장한다. 클래스 I ~ IV의 표적은 각각 나트륨 전류, 자율신경계, 칼륨 통로, 칼슘 이온 항상성과 관련된 분자이다. 그 외의 추가적인 표적을 포함한 새로운 클래스 약물의 표적은 각각 다음과 같다.
- 클래스 0: 자동성과 관련된 이온 통로
- 클래스 V: 기계적으로 민감한 이온 통로
- 클래스 VI: 세포 사이의 전기적인 상호작용을 조절하는 커넥신
- 클래스 VII: 구조 변화에 영향을 미치는 장기적 신호 전달 과정에 관여하는 분자들

## 같이 보기
- 심전도
- 항부정맥제(분류)